# حوزه انتخابیه سوم آرکانزاس

آراکانزاس

حوزه انتخابیه سوم آرکانزاس یک حوزه انتخابیه مجلس نمایندگان آمریکا است که در ایالت آرکانزاس قرار دارد.